# Ховбоша Дмитро Вікторович
Дмитро Вікторович Ховбоша (нар. 5 лютого 1989, Мілове, Луганська область, УРСР) — український футболіст, півзахисник.

## Клубна кар'єра
У ДЮФЛУ виступав за ЛВУФК (Луганськ). 30 травня 2005 дебютував в луганській «Зорі» у Першій лізі в матчі проти «Динамо-2» (2:1). 29 березня 2008 року дебютував у Прем'єр-лізі в матчі проти львівських «Карпат» (3:0). У 2011 році перейшов в алчевську «Сталь». У 2014 році перейшов у свердловський «Шахтар». У 2014 році захищав кольори дніпродзержинської «Сталі». Потім перейшов до кременчуцького «Кременя».
З червня 2016 року виступає за вірменський ФК «Алашкерт». За підсумками сезону 2016/17 років став чемпіоном Вірменії.

## Кар'єра в збірній
У 2005 році виступав за юнацьку збірну України, де провів 8 матчів.

## Досягнення
- Прем'єр-ліга Вірменії:

 Чемпіон (2): 2016/17, 2017/18

## Статистика
| Сезон   | Клуб              | Ліга         | Чемпіонат | Чемпіонат | Кубок | Кубок | Дубль | Дубль | Єврокубки | Єврокубки |
| Сезон   | Клуб              | Ліга         | Матчі     | Голи      | Матчі | Голи  | Матчі | Голи  | Матчі     | Голи      |
| ------- | ----------------- | ------------ | --------- | --------- | ----- | ----- | ----- | ----- | --------- | --------- |
| 2004/05 | «Зоря» (Луганськ) | Перша ліга   | 1         | 0         | 0     | 0     | —     | —     | —         | —         |
| 2005/06 | «Зоря» (Луганськ) | Перша ліга   | 0         | 0         | 0     | 0     | —     | —     | —         | —         |
| 2006/07 | «Зоря» (Луганськ) | Прем'єр-ліга | 0         | 0         | 0     | 0     | 22    | 0     | —         | —         |
| 2007/08 | «Зоря» (Луганськ) | Прем'єр-ліга | 4         | 0         | 1     | 0     | 22    | 0     | —         | —         |
| 2008/09 | «Зоря» (Луганськ) | Прем'єр-ліга | 1         | 0         | 0     | 0     | 25    | 1     | —         | —         |
| 2009/10 | «Зоря» (Луганськ) | Прем'єр-ліга | 1         | 0         | 0     | 0     | 5     | 1     | —         | —         |